# Kirata (Aleppo)
Kirata (arab. قيراطة) – wieś w Syrii, w muhafazie Aleppo, w dystrykcie Dżarabulus. W 2004 roku liczyła 1546 mieszkańców.